# Centralità del Governo
Centralità del Governo è un termine adoperato in Italia in ambito giornalistico e politico con riferimento alla posizione di supremazia di fatto che il Governo della Repubblica ha assunto nei confronti del Parlamento in occasione dell'avvento della Seconda Repubblica.

## Descrizione
A partire dal 1993 il Governo ha assunto il ruolo di cabina di regia nei confronti del Parlamento dirigendone l'attività. Questo è stato reso possibile soprattutto grazie al sistema partitico e, paradossalmente, si è sviluppato proprio per compensare la sua sclerotizzazione.
La Centralità del Governo rappresenta per certi aspetti un'anomalia rispetto a quello vigente nella Prima Repubblica definito Centralità del Parlamento, in piena sintonia con quanto previsto teoricamente dalla Costituzione del 1948.
Appunto per tale ragione numerose a tal proposito sono state le critiche al riguardo.